# Salem's Lot (miniserie televisiva)
Salem's Lot è una miniserie televisiva del 2004 diretta da Mikael Salomon, divisa in due parti trasmesse dall'emittente TNT.
La serie  e tratta dal romanzo Le notti di Salem di Stephen King ed è un remake della miniserie televisiva del 1979 Le notti di Salem.

## Trama
Ben Mears è tornato nella sua città natale, Jerusalem's Lot, per confrontarsi con i fantasmi del suo passato, ma strani avvenimenti iniziano ad accadere in città.

## Distribuzione
La serie è stata trasmessa originalmente dall'emitte televisiva TNT in due parti, il 20 e il 21 giugno 2004. In Italia è stata trasmessa prima sul canale satellitare Fox, compreso nel Bouquet Sky. e poi in un'unica puntata, da Italia 1 nella notte tra il 13 e il 14 settembre 2008, alle ore 2.45.